# Madonna dei Tesorieri
La Madonna dei Tesorieri o Madonna dei Camerlenghi è un dipinto del pittore veneziano Tintoretto realizzato intorno al 1566-1567 e conservato dal 1812 nelle Gallerie dell'Accademia a Venezia. Il dipinto, originalmente, fu realizzato per il Palazzo dei Camerlenghi.

## Descrizione e stile

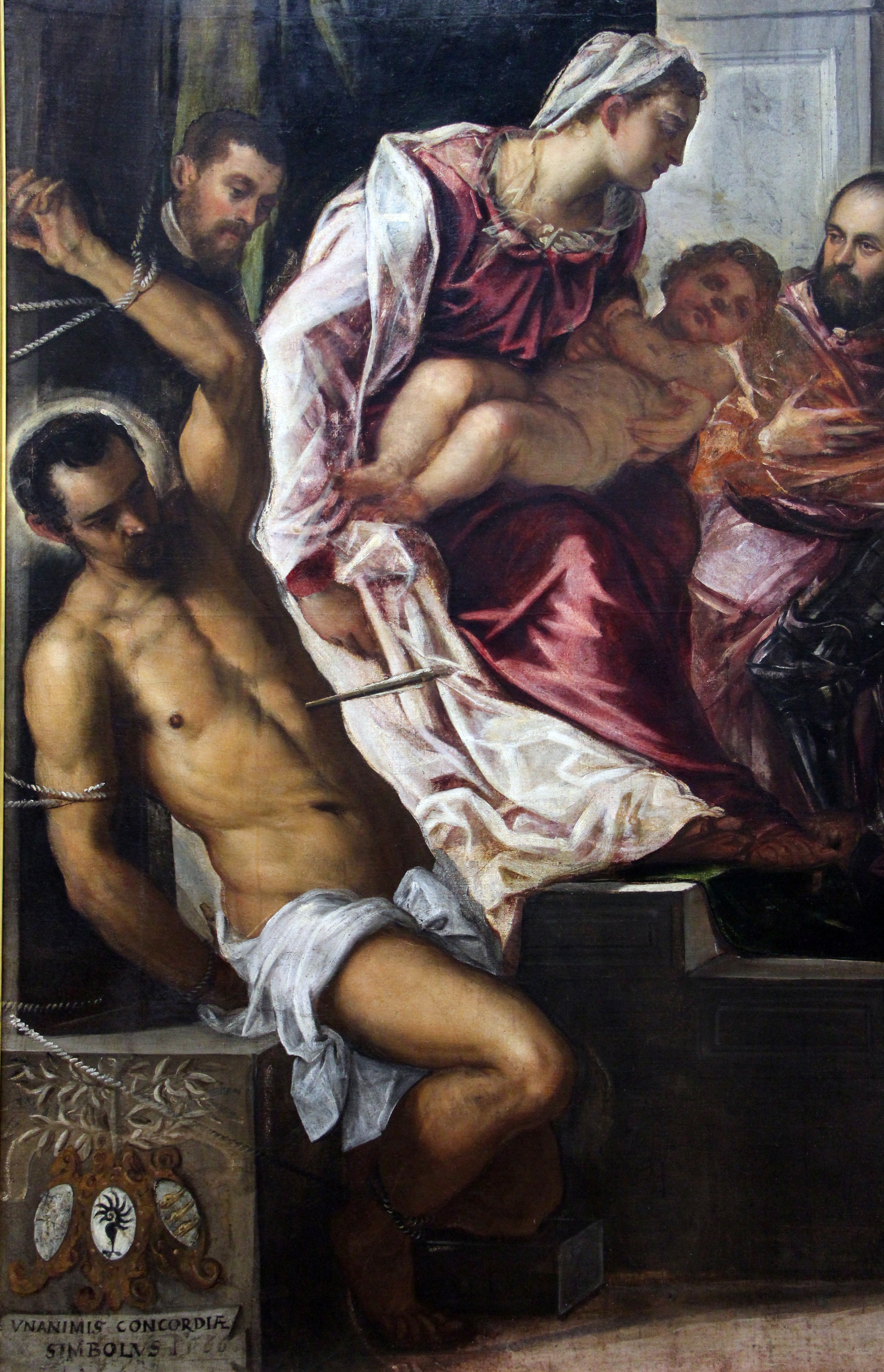
Dettaglio della Madonna col Bambino, San Sebastiano e emblemi.

La tela raffigura la Madonna col Bambino circondata dai santi San Sebastiano, Marco e Teodoro e tre tesorieri che si inginocchiano davanti a lei - Michele Pisani, Lorenzo Dolfin e Marino Malipiero - co i cui emblemi sono nell'angolo in basso a sinistra. Sugli emblemi c'è un'iscrizione in latino "Unanimis concordiae simbolus" ("Simbolo di consenso unanime") e la data - "1566" (significativa per Tintoretto). Quell'anno divenne membro dell'Accademia del pittura a Firenze, insieme ad altri veneti - Tiziano, Jacopo Sansovino e Andrea Palladio. Si crede il dipinto sia stato concretizzato più tardi quando Malipiero avesse già finito il suo servizio.
In primo piano, tre tesorieri, che erano i clienti del dipinto, sono raffigurati in pose in ginocchio davanti alla Vergine Maria, e dietro di loro ci sono i segretari che tengono i sacchi di denaro. Gli abiti neri sottolineano la nobile luminosità del dipinto: un alto esempio di colorismo veneziano con il suo potere decorativo ed espressivo. Pieno di aria e luce, il paesaggio e l'immagine prospettica del pavimento rinforzano la sensazione della profondità dello spazio. Il tema dei credenti che si incontrano con la Vergine Maria con l'aiuto dei santi è abbastanza comune nella pittura veneta.